# ناحیه هرماگور
ناحیه هرماگور (به آلمانی: Hermagor District) یک ناحیه در اتریش است که در کرنتن واقع شده‌است.